# 草原羊茅
草原羊茅（学名：Festuca chelungkiangnica）为禾本科羊茅属下的一个种。

## 扩展阅读
- 維基物種上的相關：草原羊茅